# Llotja de Saragossa
La Llotja o Lonja de Saragossa és un edifici civil d'estil renaixentista construït en la primera mitat del segle xvi a Saragossa (1541-1551), com a recinte destinat a activitats econòmiques. Hui és sala d'exposicions de l'Ajuntament.
L'arquitecte o mestre d'obres de la Llotja va ser Joan de Sarinyena, encarregat d'això per iniciativa del Consell de la ciutat i patrocinat per Hernando de Aragón.
Es tracta de l'edifici plenament renaixentista més important d'Aragó. També va ser el primer a adoptar aquest estil, amb influència dels palaus florentins del quattrocento italià, encara que amb els matisos del mudèjar aragonès que podem observar en la decoració de retrats d'algeps policromat.
El material constructiu és la rajola, la qual cosa és habitual en l'arquitectura aragonesa, on no és considerat com a material pobre gràcies a la influència de l'art islàmic (que podem observar al Palau de l'Aljaferia) i als monuments mudèjars.
De planta rectangular, estructura les façanes en tres altures, que no reflecteixen el volum interior, d'un pis únic. En altura hi ha una galeria d'arcs de mig punt geminats.